# Гено Генов (генерал-полковник)
Вижте пояснителната страница за други личности с името Гено Генов.
Гено Стойков Генов (Ватагин) е български партизанин, офицер, генерал-полковник.

## Биография
Роден е на 21 април 1920 година в пловдивското село Брезово, днес град. Има завършен 8 клас. От 1937 г. е член на РМС, а от 1939 година и на БКП. Между септември 1934 и февруари 1935 г. е чирак в шивашка работилница в село Брезово. В периода февруари 1935-септември 1939 г. е шивашки работник в Пловдив. Уволнен е през септември за комунистическа дейност. Тогава става член на Окръжния комитет на РМС в Пловдив. Арестуван през декември 1939 г., но освободен впоследствие. През декември 1939 г. изкарва военна служба във втора трудова дружина в Пловдив до септември 1941 г. Става партизанин в Средногорска партизанска бригада „Христо Ботев“. От 1943 до 1944 година е член на щаба на Втора Пловдивска въстаническа оперативна зона и пълномощник на зоната в бригада „Христо Ботев“ и отрядите „Васил Левски“ и „Стефан Караджа“ и помощник-политически комисар на зоната. 

## Дейност след 9 септември 1944
От 9 септември 1944 г. е член на ЦК на РМС до октомври 1945 г. От септември до ноември 1944 г. е представител на партизаните във военноследствената дивизионна комисия в Пловдив. От ноември е назначен за комендант на града. В периода октомври 1945-септември 1946 г. изкарва курс за старши офицери. Между септември 1946 и юни 1947 г. е командир на граничен участък при село Деспот. От юни до септември 1947 г. е заместник-командир на сектор в гранични войски в Пловдив. В периода септември 1947-ноември 1950 г. учи във Военната академия „Фрунзе“. От април 1950 г. е полковник. През ноември 1950 г. е назначен за началник на Оперативния отдел в щаба на втора армия в Пловдив. Остава на този пост до март 1951 г. Между април 1951 г. и ноември 1953 г. е началник-щаб на трета армия. От ноември 1953 г. е назначен за началник на Организационно-мобилизационния отдел на Министерството на народната отбрана. До октомври 1956 г. е началник на Организационно-мобилизационното управление на Генералния щаб. След това е изпратен да учи в Академията на Генералния щаб на армията на СССР „Ворошилов“. Към 1959 г. е заместник-командир на първи стрелкови корпус. До 1964 г. е командир на първа армия. В периода 22 октомври 1964 – 22 октомври 1972 г. е началник на Военната академия „Г.С.Раковски“. Работил е в инспектората на министъра на народната отбрана. Има научно звание „доцент“. Народен представител в IV, VI и VII народни събрания. Достига чин генерал-полковник.

## Образование
- Старши курс за офицер (октомври 1945-септември 1946)
- Военна академия „Фрунзе“ (септември 1947-ноември 1950)

## Книги
- Кажи им, майко, да помнят. Изд. Народна младеж, 1969
- Всяко разсъмване е мъчително. Изд. Христо Г. Данов, 1981
- Какви е деца раждала. Изд. Народна младеж, 1986